# ریس ایمبودن
ریس ایمبودن (انگلیسی: Race Imboden؛ زادهٔ ۱۷ آوریل ۱۹۹۳) شمشیرباز اهل ایالات متحده آمریکا است.